# Ungernia victoris
Ungernia victoris là một loài thực vật có hoa trong họ Amaryllidaceae. Loài này được Vved. ex Artjush. miêu tả khoa học đầu tiên năm 1970.